# Louis Riel
Louis Riel (22. října 1844 – 16. listopadu 1885) byl kanadský politik, známý jako vůdce Métisů (mesticů) z okolí Winnipežského jezera.

## Život
Narodil se nedaleko dnešního Winnipegu jako nejstarší z jedenácti dětí zámožného statkáře a majitele mlýna. Jako intenzivně věřící katolík navštěvoval kněžský seminář v Montrealu, ale po předčasné smrti otce neměl dost peněz, aby studium dokončil, živil se jako advokátní koncipient a účetní. Přátelil se s básníkem Louis-Honoré Frechettem, sám byl také literárně činný (posmrtně vyšel výbor jeho poezie). Zamiloval se do Marie-Julie Guernonové, ale její rodiče odmítli provdat dceru za míšence. Po tomto zklamání odešel zpátky na západ.

## Povstání

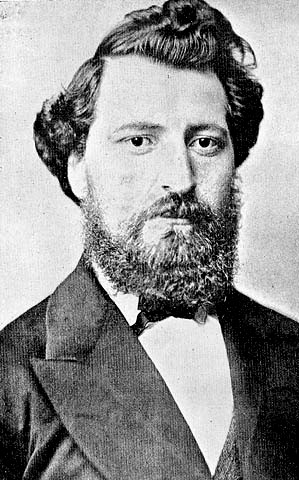
Louis Riel v roce 1885

V roce 1869 odstoupila Společnost Hudsonova zálivu kanadské vládě celou Rupertovu zemi. Métisové, francouzskoindiánští míšenci usazení okolo Červené řeky, měli obavu z přílivu anglicky mluvících osadníků a ze ztráty svých práv. Louis Riel se postavil do jejich čela a žádal jazykovou a náboženskou autonomii. Když nepochodil, vyhlásil 16. října 1869 ve Fort Garry vytvoření nezávislého státu Assiniboia pod vlastním vedením (tzv. Red River Rebellion). Na nesouhlas anglické menšiny reagoval tím, že jejího mluvčího oranžistu Thomase Scotta nechal popravit. V srpnu 1870 britské jednotky, kterým velel maršál Wolseley, povstání potlačily (jedním z důvodů bylo i to, že čistokrevní Indiáni se odmítli k Métisům přidat). Součástí dohody o příměří bylo vytvoření samostatné provincie Manitoba (ta však zaujímala jen nejjižnější část současné rozlohy), ale bez Riela, který byl obviněn z vraždy Thomase Scotta a donucen utéci do USA. Tam žil patnáct let a založil rodinu; mezitím ho Métisové zvolili za poslance kanadského parlamentu, ale protože zatykač dosud platil, nemohl se Riel mandátu ujmout. V roce 1884 přijel do dnešního Saskatchewanu a prohlásil se za božího proroka; vyvolal další povstání (tzv. Severozápadní rebelie, motivovaná především vyhubením bizonů, kteří tvořili základ místní ekonomiky) proti britské nadvládě, po jeho potlačení byl 15. května zatčen a odsouzen k smrti. Obhájce se snažil poukázat na Rielovu duševní chorobu, ale ten to odmítl a byl 16. listopadu 1885 v Regině oběšen.

## Odkaz
Rielova osobnost dosud rozděluje Kanaďany - ti frankofonní ho označují za hrdinu, kdežto pro anglofonní je Riel zločinec. Riel má ve Winnipegu pomník jako "Otec Manitoby", Harry Somers o něm napsal operu, v soutěži o největšího Kanaďana se umístil na jedenáctém místě, o jedinou příčku za Waynem Gretzkým.